# 田华贵
田华贵（1933年—），广东博罗人。中华人民共和国地方官员，中共第九、第十届中央委员。
1965年加入中国共产党。1968年，担任广东省革委会副主任。1971年，任中共博罗县委副书记。1980年，转任广东省惠州市鸡笼山林场场长。